# Chavela Vargas (film)
Pour les articles homonymes, voir Chavela Vargas et Vargas.
Pour plus de détails, voir Fiche technique et Distribution.
Chavela Vargas (Chavela) est un film américano-hispano-mexicain, réalisé par Catherine Gund et Daresha Kyi et sorti en 2017. Il s'agit d'un documentaire sur la chanteuse Chavela Vargas.
Il est présenté en sélection Panorama à la Berlinale 2017.

## Synopsis
Portrait de Chavela Vargas.

## Fiche technique
- Titre : Chavela Vargas
- Titre original : Chavela
- Réalisation : Catherine Gund et Daresha Kyi
- Photographie : Natalia Cuevas, Catherine Gund, Paula Gutiérrez Orío
- Montage : Carla Gutierrez
- Musique : Gil Talmi
- Production : Catherine Gund et Daresha Kyi
- Société de production : Aubin Pictures
- Société de distribution : Bodega Films (France)
- Pays d'origine :  États-Unis,  Espagne,  Mexique
- Langues originales : espagnol et anglais
- Format : couleurs
- Durée : 93 minutes
- Dates de sortie :
  - Allemagne : 10 février 2017 (Berlinale 2017)
  - Mexique : 11 mars 2017 (Festival de Guadalajara)
  - Espagne : 16 juin 2017 (sortie limitée)
  - Belgique : 12 octobre 2017 (Festival de Gand)
  - France : 15 novembre 2017

## Distribution
- Chavela Vargas (archives)
- Pedro Almodóvar
- Elena Benarroch
- Miguel Bosé
- Liliana Felipe (es)
- Patria Jiménez
- Eugenia León
- Tania Libertad (en)
- Martirio
- Jesusa Rodríguez (es)
- Marcela Rodríguez

## Sortie

### Accueil critique
L'accueil critique est positif : le site Allociné recense une moyenne des critiques presse de 3,8/5, et des critiques spectateurs à 3,9/5.